# Хшанув (Люблінське воєводство)
Хшанув (пол. Chrzanów) — село в Польщі, у гміні Хжанув Янівського повіту Люблінського воєводства. Населення — 1643 особи (2011).

## Історія
За даними етнографічної експедиції 1869—1870 років під керівництвом Павла Чубинського, у селі переважно проживали римо-католики, які розмовляли українською мовою.

## Демографія
Демографічна структура станом на 31 березня 2011 року:
|          | Загалом | Допрацездатний вік | Працездатний вік | Постпрацездатний вік |
| -------- | ------- | ------------------ | ---------------- | -------------------- |
| Чоловіки | 825     | 150                | 522              | 153                  |
| Жінки    | 818     | 166                | 395              | 257                  |
| Разом    | 1643    | 316                | 917              | 410                  |